# Chlorocebus sabaeus
El mono verde (Chlorocebus sabaeus) es una especie de primate catarrino de la familia Cercopithecidae con un pelaje de un color dorado verdoso. La punta de su cola es de un dorado amarillo, así como sus muslos y los bigotes de sus mejillas. No tienen una banda distintiva de pelo en la frente, como otras especies del género Chlorocebus, y los machos tienen el escroto de color azul pálido. Algunas autoridades consideran a esta y a todas las otras especies del género Chlorocebus como una sola especie, Cercopithecus aethiops.

## Distribución
Además de estar presentes en el África subsahariana occidental desde Senegal hasta el río Volta, los monos verdes fueron introducidos en las islas Santiago y Brava del archipiélago de Cabo Verde en la segunda mitad del siglo XVI, y en las islas caribeñas de San Cristóbal, Nieves, San Martín y Barbados a finales del siglo XVII cuando los barcos de tráfico de esclavos viajaban al Caribe desde el oeste de África.

Los estudios genéticos indicaron que los monos caribeños descienden de una subespecie de África occidental (Chlorocebus sabaeus). 

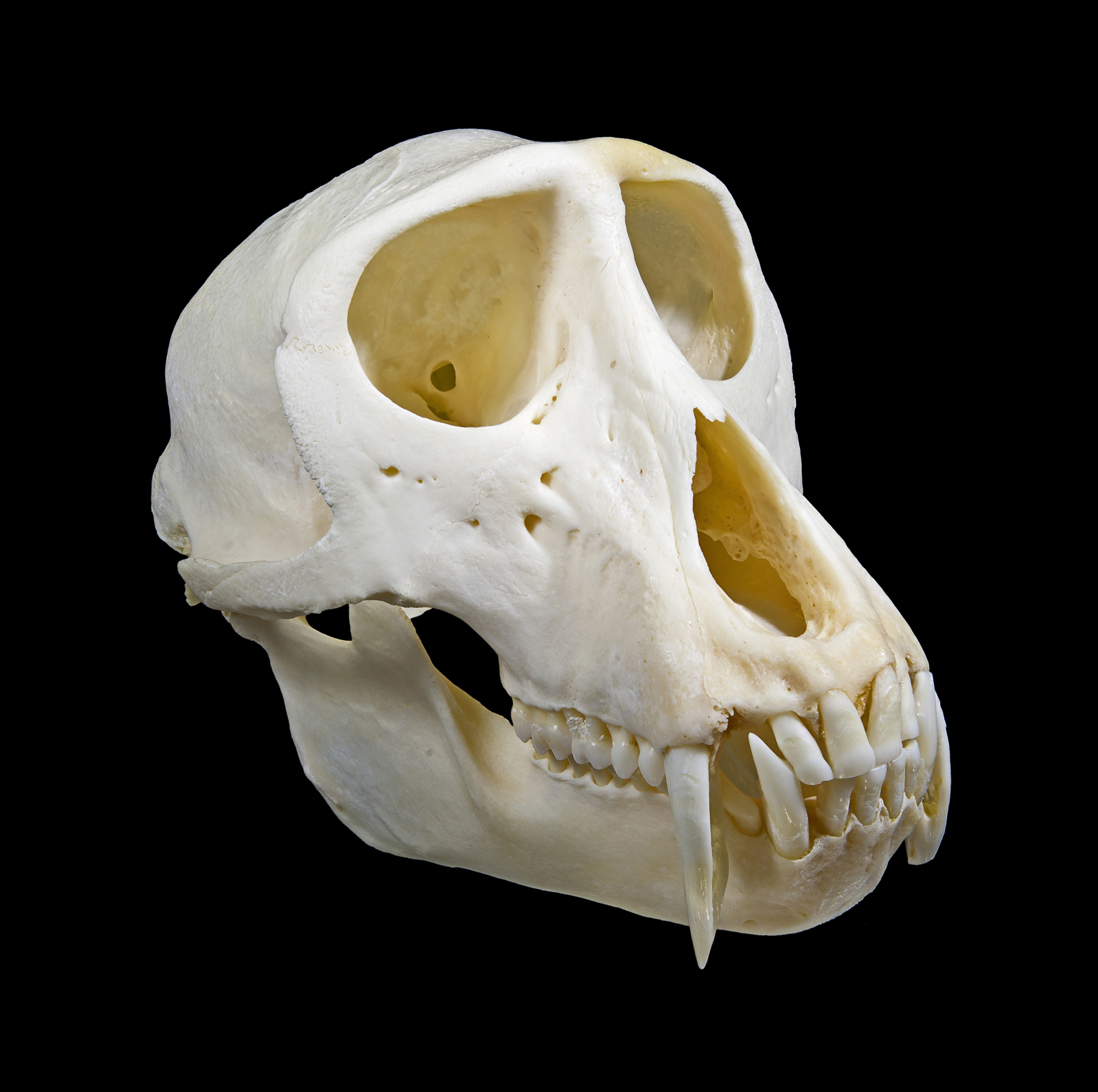
Cráneo